# Monès
Monès (em occitano:  Monés) é uma comuna francesa na região administrativa da Occitânia, no departamento do Alto Garona. Estende-se por uma área de 2.52 km², com 92 habitantes, segundo o censo de 2018, com uma densidade de 37 hab/km².